# Münzfund von Laniscat

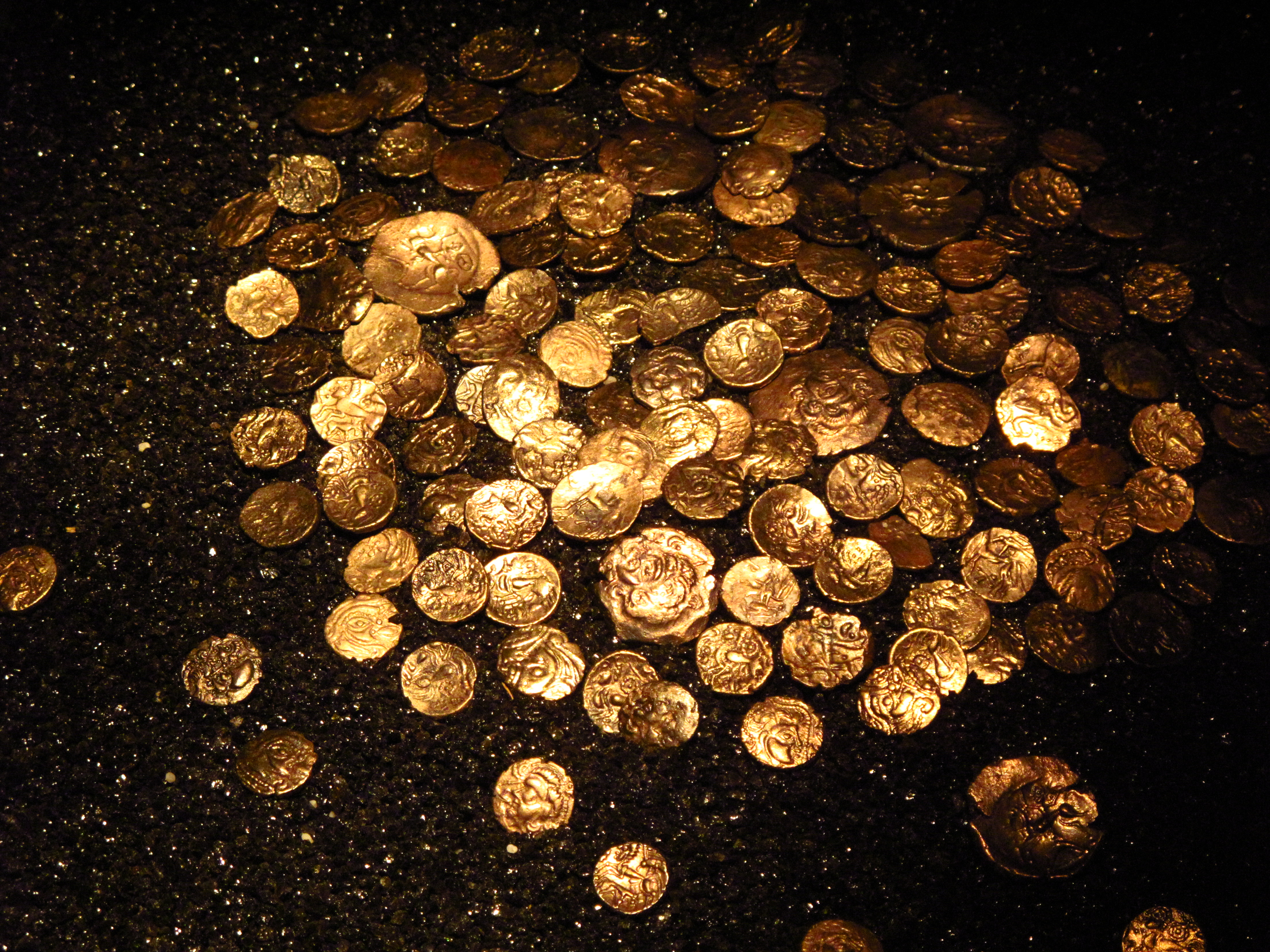
Münzfund von Laniscat

Der Münzfund von Laniscat (auch Schatz der Osimer, französisch Trésor gaulois de Laniscat oder  Le trésor des Osimes) ist ein im Jahr 2007 in Laniscat in der Bretagne in Frankreich entdeckter Münzfund. Es handelt sich um einen vollständigen Schatz aus 545 Münzen, gefunden im Garten eines Bauernhofes. Der Fund besteht aus 57 Statern und 490 Viertelstatern und gilt als größter Depotfund der Region.
Im späten 2. Jahrhundert v. Chr. prägte jede Stadt in Makedonien ihre Münzen, die zumeist aus der Nachahmung jenes Staters bestanden, den Philipp II. geprägt hatte. Diese Münzen zeigen stilisierte Bildnisse. Auf den Münzen von Laniscat kann man einen Mann mit Speer, einen Eber, einen Pferdekopf und Blüten erkennen. Die Zusammensetzung der verwendeten Legierungen weist auf eine Prägung zwischen 75 und 50 v. Chr. Vielleicht wurde der Schatz während der Eroberung Galliens durch die Römer versteckt. Die Münzen können auch hierher gelangt sein, weil Philipp II. und Alexander der Große ihre gallischen Söldner mit Statern bezahlten.
Etwa 320 v. Chr. kam der Geograph Pytheas ins Gebiet der Osimer (französisch Osismes). Sein Reiseweg muss ihn über Kap Belerion in Cornwall in die Irische See und durch den Nordkanal zu den Hebriden geführt haben. Im 2. Jahrhundert v. Chr. war die bretonische Halbinsel zwischen den Venetern und den Osimern aufgeteilt, die die Hälfte der heutigen Departements Finistère und Côtes-d’Armor besaßen. Die Veneter gaben der Stadt Vannes ihren Namen und galten für Julius Caesar als das mächtigste Volk in Aremorica. Der Schatzfund von Laniscat wirft jedoch ein neues Licht auf die Osimer, die neben dem Tauschhandel eventuell auch Handel mit den Griechen und Römern betrieben.